# 제26군 (소련)
제26군(러시아어: 26-я армия)은 제2차 세계 대전 기간 소련군에서 활동한 야전군이다. 남서부 전선군에 속해 있었으며, 독일군에게 총 3번 해체되었다가 1945년 마지막으로 해체되었다.